# Графство (Англия)
Вижте пояснителната страница за други значения на Графство.
Графство (на английски: shire, county) е основна административно-териториална единица в Англия. Наред с настоящите административни, в Англия от векове съществуват исторически графства и продължават да съществуват церемониални графства. В много случаи границите на административното, церемониалното и историческото графство съвпадат, но невинаги.

## Исторически графства
В исторически план графствата са създадени с административна цел от норманите, като в повечето случаи са продължавали предходни образувания, установени от англо-саксите или от други народи. Освен исторически графства те биват наричани и древни графства или традиционни графства. Първоначално са използвани за администриране на правосъдието, събирането на данъци и организацията на военните, а по-късно за местното самоуправление и избиране на парламентарни представители. Макар и с доста променени граници, историческите графства продължават да са в основата на съвременната местна власт.

## Церемониални графства
Церемониални графства е названието на кралските наместничества (на английски: Lieutenancy area) на територията на Англия. Наместничеството е територия, за която кралят назначава лорд-наместник (Lord Lieutenant), почетен представител на британския монарх. Церемониалните графства нямат административни функции, но броят им и техните граници са стабилни и затова се използват за географско обвързване (а самите графства могат да се наричат географски), например при определянето на границите на избирателните райони. В настояще време в Англия има 48 церемониални графства. Всяко от тях може да бъде едно от следните:
- с двустепенна система на управление – на ниво община и на ниво графство (например Корнуол, Хартфордшър, Нортъмбърленд, Устършър)
- унитарна единица (Бристъл, Херефордшър, Остров Уайт, Рътланд)
- обединение от няколко унитарни единици (Бъркшър, Източен Йоркшър)
- една част е с двустепенна система, друга част е унитарна единица/и (Източен Съсекс, Линкълншър, Шропшър, Съмърсет)
- метрополно графство (Голям Манчестър, Уест Мидландс)
- Голям Лондон

## Административни графства
За административни цели графствата се делят на няколко типа в зависимост от преобладаващия тип селища (само градски или не) и от наличието на по-нататъшно разделение на общини (на английски: districts) – тогава графството е с двустепенна система на управление. Когато липсва разделение на общини, графството е с едностепенно управление и се нарича унитарна единица. Въз основа на това се открояват следните типове графства:
- 6 метрополни графства (на английски: Metropolitan counties) – предимно градски територии. Това са урбанизираните райони Голям Манчестър, Мърсисайд, Южен Йоркшър, Тайн и Уиър, Уест Мидландс и Западен Йоркшър. Тези графства са учредени през 1974 г., а през 1986 г. правителството на Маргарет Тачър прехвърля повечето управляващи функции към съответните районни съвети, които са на по-ниско ниво;
- 27 неметрополни (селски) графства (на английски: Non-metropolitan county/Shire county) с двустепенна система на управление, т.е има разделение на общини; наименованието им завършва на „-шър“,
- 56 унитарни единици (УЕ, на английски: Unitary authorities) – територии с едностепенна (единна) администрация, т.е., общината е и графство[12];
  - в това число островите Сили – обособена УЕ към УЕ Корнуол;
- Голям Лондон – особено образувание, разделено на 32 района (боро) и Лондонското Сити (освен отделно административно графство, то е и отделно церемониално графство).

Селските графства и унитарните единици заедно се наричат неметрополни графства.
Броят на унитарните единици постепенно се увеличава, или чрез отделянето на отделни общини от графствата, или чрез обединението на всички общини в графството.